# Hohenfels (Baviera)
Hohenfels è un comune tedesco di 2 170 abitanti, situato nel land della Baviera.